# Пельтигера собачья
Пельтигера собачья (лат. Peltigera canina) — лишайник семейства Пельтигеровые, вид рода Пельтигера.

## Синонимы[1]
- Dermatodea canina (L.) A. St.-Hil., 1805
- Lichen caninus L., 1753basionym
- Peltidea canina (L.) Ach., 1803
- Peltidea leucorrhiza Flörke, 1821
- Peltidea ulorrhiza Flörke, 1821
- Peltigera ulorrhiza (Flörke) Schaer., 1850
- Peltophora canina (L.) Clem., 1909
- Pulmonaria terrestris Bary, 1828

## Описание
Слоевище листоватое, гетеромерное, до 20 см в диаметре, более или менее округлое, розетковидное, довольно тонкое, 300—500 мкм толщины, гибкое, редко трещиноватое. Лопасти крупные до 3 см шириной, с более или менее цельными, закруглёнными, плоскими, с приподнимающимися, закруглёнными, слегка загнутыми книзу краями.
Верхняя поверхность слоевища серая, реже с коричневым оттенком, во влажном состоянии серо-зелёная, иногда тёмно-зелёная, матовая благодаря тонкому войлочному покрову, особенно заметному на концах лопастей. Нижняя сторона слоевища светлая, чуть темноватая к центру, войлочно-пушистая благодаря отсутствию нижнего корового слоя, с ясно выраженными жилками, иногда во влажном состоянии розоватая. Ризины пушистые, часто разветвлённые, рассеяны по всему слоевищу. Апотеции на концах лопастей овальные, красновато-коричневые, шириной 0,5—1 см. Сумки булавовидные, цилиндрические, 75—88×9—12 мкм, с 8 спорами. Споры веретеновидные или игловидные, прямые или слегка согнутые, бесцветные, поперечно 4—8 клеточные, 45—76×3—5 мкм.
Фотобионт — вид рода Nostoc.

### Химический состав
Методом тонкослойной хроматографии вторичных метаболитов не обнаружено.

## Среда обитания и распространение
На почве, среди мхов и травянистых растений, на замшелых пнях и поваленных стволах деревьев, на камнях, покрытых тонким слоем почвы; в лесах, на лугах.
Вид распространён в Европе, Азии, Северной и Южной Америке, Африке, Австралии; широко распространён от арктических до умеренных широт в Северном полушарии; рассеянно в Южном полушарии.
В России встречается повсеместно.

## Охранный статус
Вид занесён в Красную книгу Белгородской, Воронежской, Пензенской, Тамбовской областей, города Москвы.